# Municipio de Hamilton (condado de Monroe)
El municipio de Hamilton  (en inglés: Hamilton Township) es un municipio ubicado en el condado de Monroe en el estado estadounidense de Pensilvania. En el año 2000 tenía una población de 8.235 habitantes y una densidad poblacional de 83 personas por km².

## Geografía
El municipio de Hamilton se encuentra ubicado en las coordenadas 40°52′29″N 75°16′59″O / 40.87472, -75.28306.

## Demografía
Según la Oficina del Censo en 2000 los ingresos medios por hogar en la localidad eran de $47,327 y los ingresos medios por familia eran $54,955. Los hombres tenían unos ingresos medios de $42,847 frente a los $26,141 para las mujeres. La renta per cápita para la localidad era de $22,153. Alrededor del 6,4% de la población estaban por debajo del umbral de pobreza.